# Jack Byers
John Edwin Byers (1897 ở Selby, Anh – 1931) là một cầu thủ bóng đá thi đấu cho Selby Town, Huddersfield Town, Blackburn Rovers, West Bromwich Albion, Worcester City, Torquay United & Kidderminster Harriers.